# Michael Kim
Michael Sangwon Kim (Seoul, 14 juli 1993) is een Zuid-Koreaanse amateurgolfer.
Michael is de zoon van Sun en Yun Kim. Hij zat op de Torrey Pines High School in San Diego en studeert nog aan de Universiteit van Californië in Berkeley.
In februari 2013 ontving Kim de Nicklaus Award als beste amateur van de Verenigde Staten, uitgereikt door Jack Nicklaus. In april was hij Pac-12 Men's Golfer of the Month en in juni ontving hij beste college speler van het jaar de Haskins Award, die eerder ook door Tiger Woods en Phil Mickelson  werd gewonnen.
In juni 2013 stond hij nummer 9 op de wereldranglijst en kwalificeerde hij zich op de Hawks Ridge Golf Club voor het US Open, waar hij na drie rondes op de 10de plaats stond.

## Gewonnen
- 2013:  Isleworth Collegiate Invitational, Fresno State Lexus Classic

## Teams
- Palmer Cup: 2013
- Walker Cup: 2013